# ガンビエ

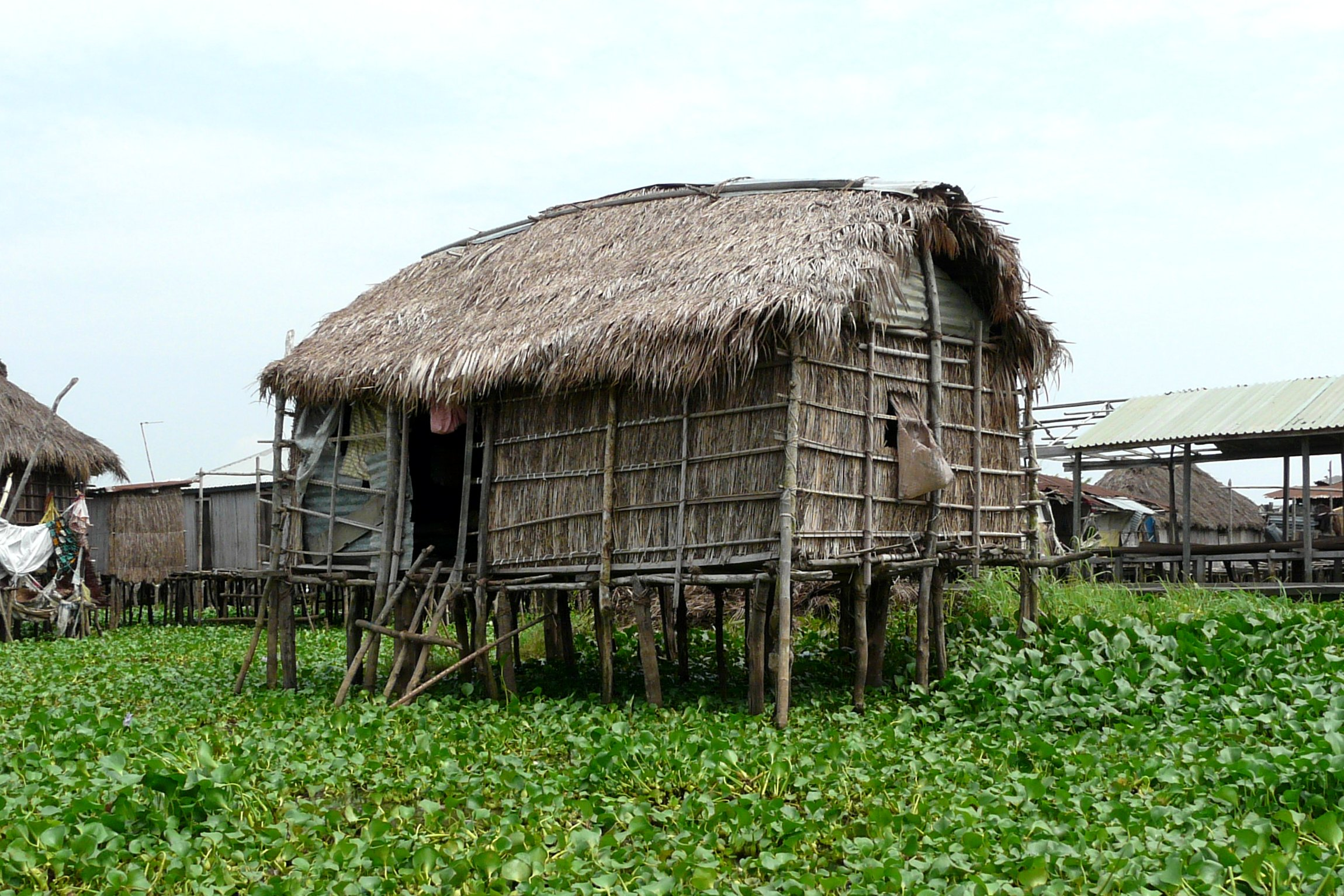
家

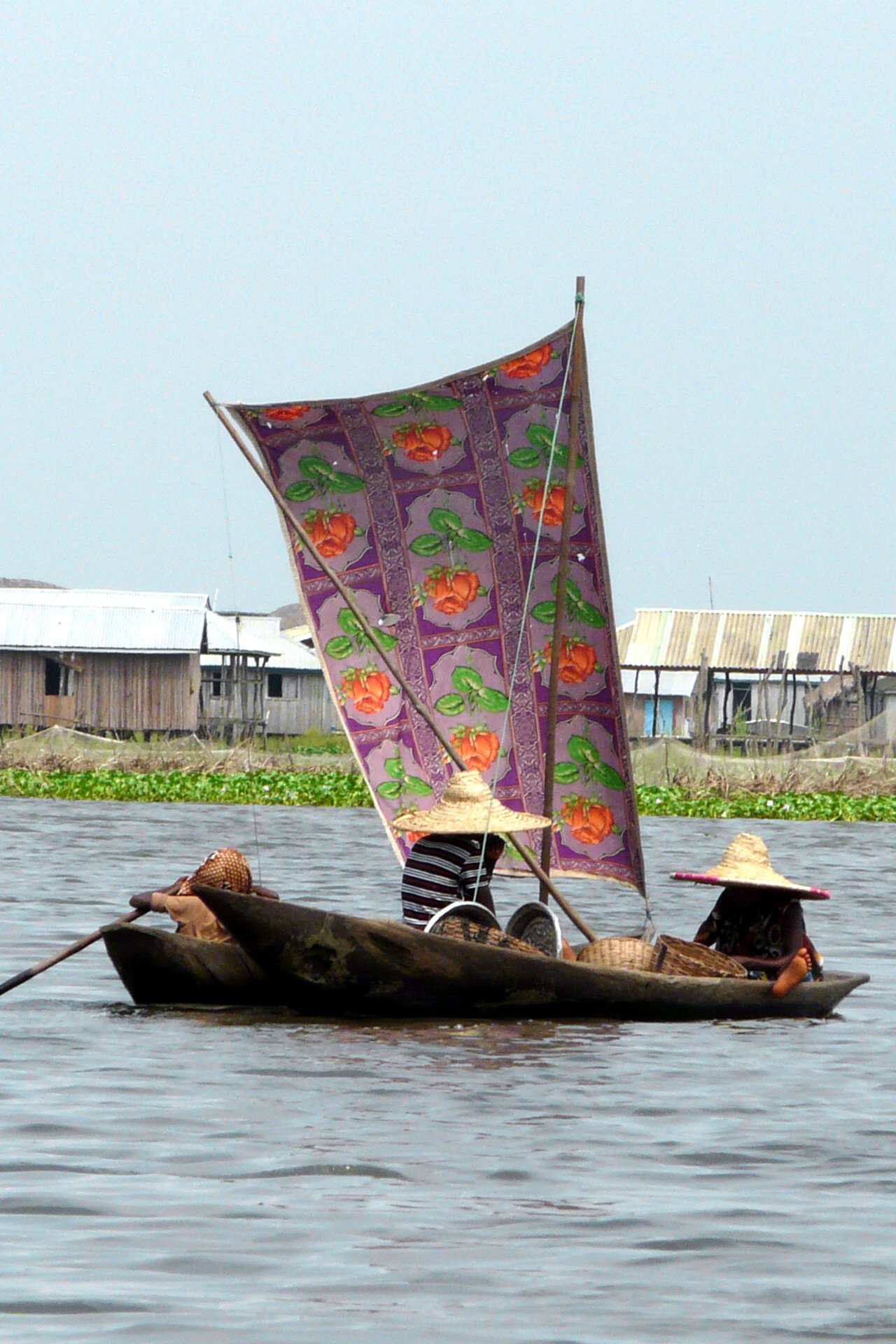
ボート

ガンビエ（Ganvie）は、ベナン南部のアトランティック県の都市。
人口は約4.5万人。
大西洋岸に近い潟湖であるノコウエ湖の上に広がる水上都市である。
アフリカ最大の水上都市であり、アフリカのヴェネツィアとも呼ばれ、経済首都コトヌーに近いこともあって多くの観光客が訪れる。
ガンビエは16世紀から17世紀にかけて、トフィヌ人によって建設された。
水上に都市を建設した理由は、当時は奴隷貿易の時代であり、この地方も内陸部にあるダホメ王国のフォン人の戦士によって常に奴隷狩りの危険に脅かされていたため、安全なラグーンの中に移住したためである。
家は浅い湖の中に立てられ、家々の間の行き来は船によっておこなわれる。
生業はもともとは近隣での農業であったが、現在では漁業及び養殖が主産業となっている。
ガンビエは1996年10月31日、世界遺産の暫定リストに登録された。